# Dom tkaczy przy ul. Nadrzecznej 6 w Nowej Rudzie
Dom tkaczy przy ul. Nadrzecznej 6 w Nowej Rudzie – budynek mieszkalny dwukondygnacyjny z XVII wieku, przebudowany w 1816 r. i XX wieku. Dom skierowany jest szczytem do rzeki Włodzicy, jego podcienia tworzą ciąg uliczny z numerami: 1, 2, 3, 5, 6, 7. Wejście do budynku, z ładnym kamiennym portalem z datą 1816, znajduje się w podcieniach. Obok drzwi wejściowych są drugie - zamurowane, zapewne prowadzące do pracowni tkackiej lub sklepu. Płytka sień łączy się z przechodem i ma drugie wejście prowadzące na podwórze. 
Podobny ciąg dziewięciu budynków z podcieniami do lat 70. XX w. istniał po prawej stronie rzeki przy ul. Łukowej. Ze względu na zły stan techniczny zostały rozebrane, z wyjątkiem jednego nr 10.

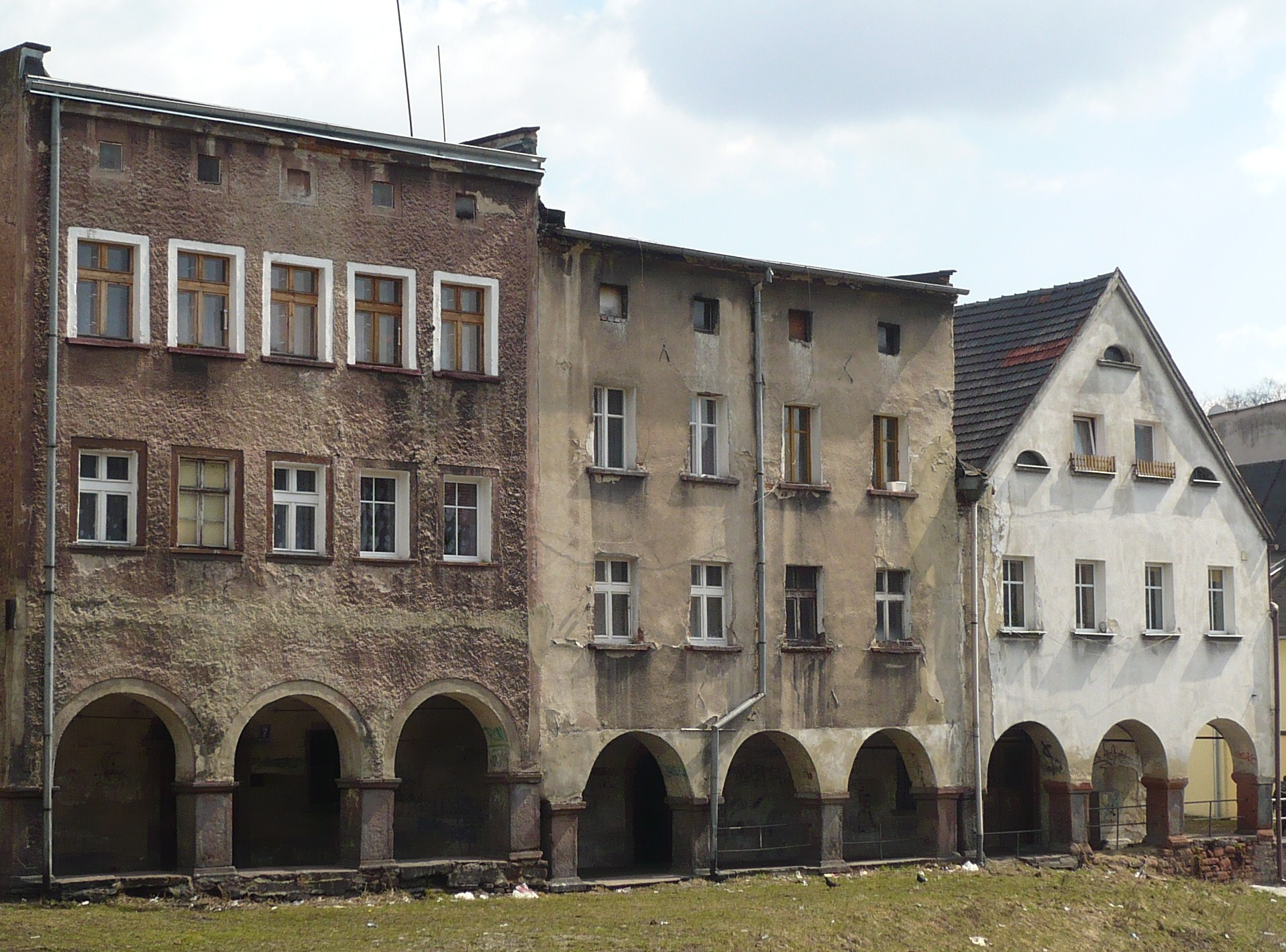
ul. Nadrzeczna od lewej nr 7, 6, 5
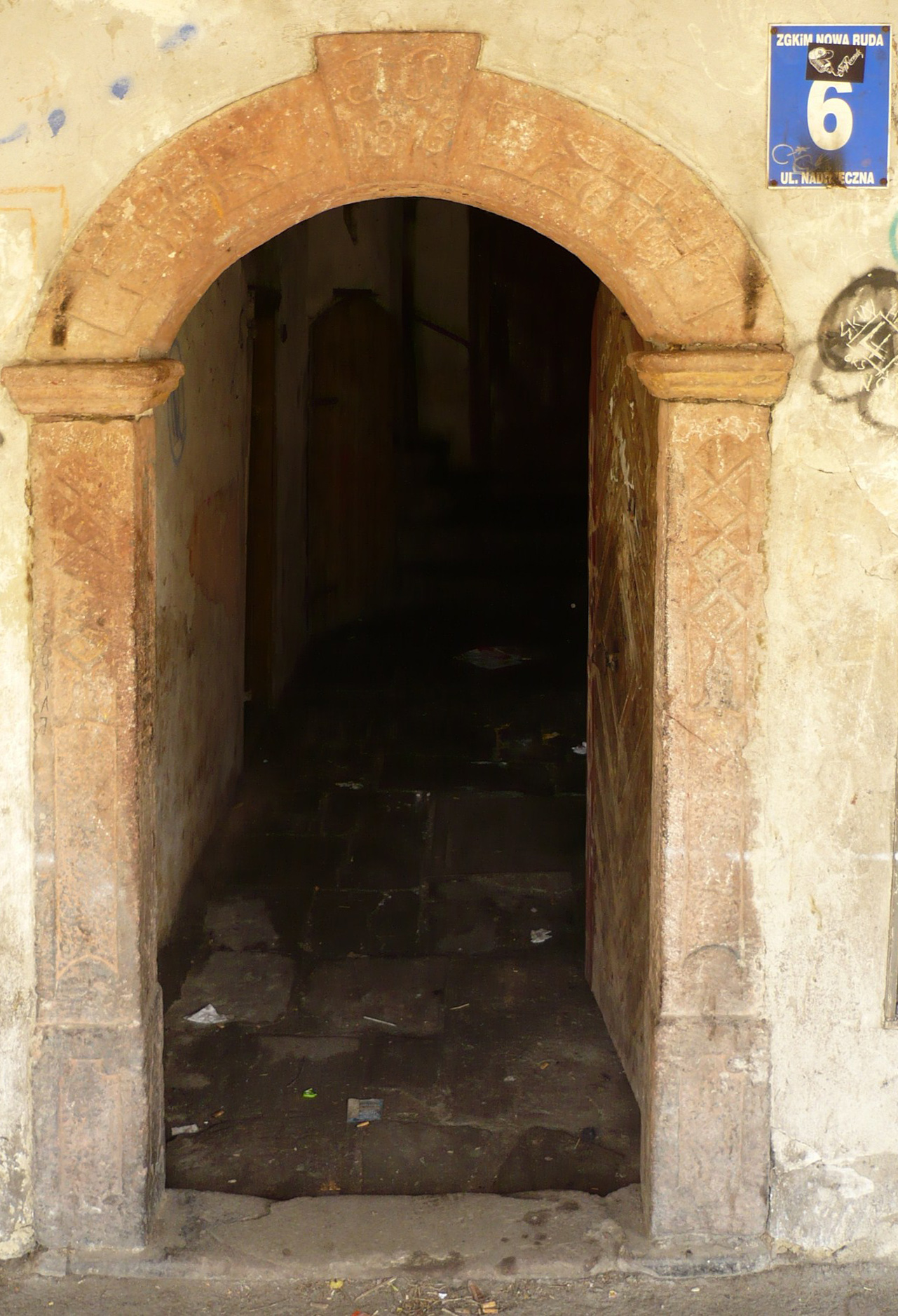
ul. Nadrzeczna 6, brama